# جوزيف غريغوري
جوزيف غريغوري هو قناص كندي، ولد في 1 ديسمبر 1900، وتوفي في يوليو 1971.